# لیکویید فانک
لیکویید فانک، لیکویید درام اند بیس یا لیکویید (به انگلیسی: Liquid funk, Liquid drum & bass or Liquid) یک زیرسبک از درام اند بیس است. این سبک در حالی که از بیس لاین‌ها و ترکیب بندی خطی شبیه به دیگر سبک‌ها استفاده می‌کند، صداهایی با میزان‌بندی خطی کمتر و لایه‌های سازبندی شده (هم سینث‌سایز شده و هم ساز واقعی)، هارمونی‌ها، ملودی‌ها و صداهای محیطی بیشتری را نیز دربردارد که پدید آورندهٔ یک فضای احساسی خاص برای شنوندگان خانگی، همانند طرفداران باشگاه‌های شبانه و مهمانی‌های بزرگ است. سبک‌هایی مانند جاز، سول و در بعضی موارد بلوز تأثیرات اساسی و مهمی بر لیکویید فانک داشته‌اند.
از هنرمندان برجسته و فعال در این سبک می‌توان به های کنتراست اشاره نمود.